# Gunther Tiedemann
Gunther Tiedemann (* 1968) ist ein deutscher Musiker (Violoncello, Orgel, Arrangement, Komposition).

## Wirken
Tiedemann studierte Cello an der Hochschule für Musik und Tanz Köln bei Ingrid Frohmüller-Seidel und absolvierte Kurse bei George Neikrug und Siegfried Palm. Als Instrumentalist arbeitete er mit  José Feliciano, Big Bands und Orchestern zusammen. Mit dem Streichquartett String Thing war er seit 2007 international auf Tourneen. Sein Programm Kreuzüber Bach mit dem Saxophonisten Michael Villmow baut auf jazzigen Adaptionen der Cellosuiten von Bach auf und ist mittlerweile auf zwei CDs dokumentiert. Mit dem Gitarristen David Plate arbeitete er gleichfalls im Duo und legte zwei Alben vor. Gemeinsam mit seiner Frau Ulrike Tiedemann bildet er das cellistische Duo Cellcanto; im Trio Arcopia spielt er mit den britischen Musikern Chris Haigh und Rupert Gillett.
Daneben leitete Tiedemann mit seiner Frau das Celloversum-Projekt in Köln, das in die RMS Cello Big Band der Rheinischen Musikschule überführt wurde und eigene Werke und Adaptionen bekannter Titel in Arrangements von Tiedemann interpretiert. Zudem gibt er Workshops an Hochschulen, Akademien, Musikschulen und allgemein bildenden Schulen. 
Als Komponist und Arrangeur verfasste er auch Werke für Theaterproduktionen, Sinfonieorchester, Big Band, Kammerensembles und Cello-Formationen. Seine Kompositionen wurden auch von Markus Stockhausen, dem brasilianischen Rio Cello Ensemble in Rio de Janeiro, der Cologne String Big Band, dem seit 2016 von ihm geleiteten Cello-Orchester Baden-Württemberg und der Jenaer Philharmonie aufgeführt. Bei Breitkopf & Härtel veröffentlichte er die Sammlung The Groove Cello ConneXion.

## Diskographische Hinweise
- Gunther Tiedemann - David Plate Duo: cello & guitar (Upsolute Music Records 2004)
- Gunther Tiedemann/Michael Villmow: Kreuzüber Bach (CCn'C Records 2008)
- String Thing: Alma Latina (MicNic 2008, mit Nicola Kruse, Ingmar Meissner, Jens Piezunka)
- Gunther Tiedemann - David Plate Duo: Live (CBR 2010)
- Roger Hanschel/String Thing: Beauty of the Essential Detail (MicNic 2020, mit Nicola Kruse, Ingmar Meissner, Jens Piezunka)
- Gunther Tiedemann/Michael Villmow: Kreuzüber Bach II (2020)